# راکو ایچی-راکو زا
راکو ایچی-راکو زا (به ژاپنی: 楽市楽座 らくいちらくざ) یا فرمان راکو ایچی-راکو زا یا فرمان راکوایچی، در طول دوره آزوچی-مومویاما ژاپن (اواخر دوره سنگوکو)، این یک سیاست اقتصادی بود که توسط سنگوکو-دایمیو مانند اودا نوبوناگا در بازارهای سرزمین‌هایی که بر آنها حکومت می‌کردند، اجرا می‌شد. «راکو» به معنای حالت آزادی به دلیل تسهیل مقررات یا عاری بودن از محدودیت است.
گفته می‌شود که راکو ایچی یک سیاست ارتقای بازار است که با تضمین امتیازات مختلف، اجازه تجارت آزاد را می‌دهد. «راکو زا» سیاستی است که حق انحصار زا (اصناف) در تجارت را انکار می‌کند و تجارت آزاد یا راکو ایچی را بیشتر تقویت می‌کند.

## بررسی اجمالی
قبل از تأسیس راکوایچی راکوزا، فئودال‌ها و معابد و زیارتگاه‌هایی که بر هر منطقه حکومت می‌کردند، پست‌های بازرسی در قلمرو خود ایجاد می‌کردند و برای توزیع کالاها و جابجایی افراد و اسب‌ها مالیات می‌گرفتند. حدود ۴۰۰ ایست بازرسی در امتداد رود یودو از کیوتو تا اوساکا و ۶۰ ایست بازرسی در امتداد جاده معبد ایسه سانگو وجود داشت که کووانا، میه و یوکایچی، میه را فقط ۱۸ کیلومتر به هم وصل می‌کند و بازرگانان و مسافران در تمام ایست‌های بازرسی مالیات پرداخت می‌کردند.
علاوه بر این، از دوره هی‌آن تا دوره سنگوکو، بازرگانان، صنعتگران و سایر مشاغل مشابه تعاونی‌هایی به نام زا (اصناف) تشکیل دادند. آنها با عضویت در این انجمن و پرداخت مالیات به عنوان حق زمین به صاحبان زمین از قبیل اشراف درباری و معابد و زیارتگاه‌ها توانستند فعالیت‌های تولیدی و تجاری را در مناطق خاصی در انحصار خود درآورند.
به عبارت دیگر، تا زمانی که کسی عضو اتحادیه نبود، اجازه افتتاح محل فروش را نداشت. طبیعتاً فعالان تجاری نوظهور که به این اتحادیه تعلق ندارند نیز خواستار آن بودند که حق فروش نیز به آنها داده شود.
بنابراین، فئودال‌های دوره سنگوکو که می‌خواستند شهرهای قلعه خود را از طریق فعالیت‌های اقتصادی آزاد توسعه دهند، امتیازات اعضای اتحادیه زا (اصناف) را لغو کردند و آنها را از مالیات معاف کردند. کلمه «راکو» در راکوایچی راکوزا به معنای عاری بودن از محدودیت است. به عبارت دیگر، راکوایچی راکوزا سیاستی است که به‌طور همزمان مردم را از مالیات بازار معاف می‌کند و لزوم تعلق داشتن به زا (اصناف) را لغو می‌کند.

### روکاکو سادایوری
راکوایچی راکوزا به‌طور کلی به عنوان سیاستی که توسط اودا نوبوناگا انجام می‌شود مشهور است، اما اودا نوبوناگا در اصل بنیان‌گذار آن نبود. اولین شخصی که این سیاست را پیاده کرد، روکاکو سادایوری، شوگو-دایمیو ولایت اومی (استان شیگا فعلی) بود.
روکاکو سادایوری فرمان راکوایچی را در سال ۱۵۴۹ (سال هجدهم تنبون) در شهر قلعه ای در قلعه کاننونجی در آزوچی (شهر اومیهاچیمان، شیگا کنونی، استان شیگا) صادر کرد. با تمرکز بسیاری از بازرگانان در این شهر قلعه، به عنوان یک شهر تجاری بزرگ شکوفا شد.

### ایماگاوا اوجیزانه
علاوه بر این، ایماگاوا اوجیزانه، یک فرمانده نظامی از ولایت سوروگا و ولایت توتومی (استان شیزوئوکا در غرب میانه کنونی)، نیز فردی بود که راکوایچی راکوزا را قبل از اودا نوبوناگا اجرا کرد. پس از کشته شدن پدرش ایماگاوا یوشیموتو توسط اودا نوبوناگا در نبرد اوکه‌هازاما، او به ریاست خاندان ایماگاوا رسید.
در سال ۱۵۶۶ (سال نهم ایروکو)، ایماگاوا اوجیزانه «فرمان فوجی اومیا راکوایچی» را صادر کرد. دروازه‌های معبد فوجیسان هونگو سنگن تایشا که به‌طور گسترده در فوجی اومیای (شهر کنونی فوجینومیا، استان شیزوکا) پرستش می‌شد، مملو از زائرانی بود که از سراسر کشور بازدید می‌کردند: بازاری منظم ۶ بار در ماه برگزار می‌شد.
اما تجارت غیرقانونی ادامه داشت، از خرید و فروش در بازار مالیات اخذ می‌شد و حتی در مقابل دروازه‌های حرم سنگن تایشا ایست بازرسی ایجاد شده بود و تجارت و رفت و آمد آزاد و امن را غیرممکن کرد؛ بنابراین، ایماگاوا اوجیزانه شهر روکوسای را یک راکو ایچی ساخت و مالیات و پست‌های بازرسی را متوقف کرد.

### اودا نوبوناگا
در سال ۱۵۶۷ (سال دهم ایروکو)، اودا نوبوناگا، که فقط یک دایمیو کوچک از ولایت اُواری (استان آیچی امروزی) بود، جای خود را به سایتو تاتسواوکی، یک دایمیو از ولایت مینو (استان جنوبی گیفو امروزی) داد. او قلعه اینابایاما (قلعه گیفو کنونی) را که نوه سایتو دوسان در آنجا سنگر گرفته بود، تسخیر کرد و ولایت مینو را فتح کرد.
اودا نوبوناگا با استفاده از این پیروزی به عنوان یک فرصت، نام قلعه اینابایاما را به قلعه گیفو تغییر داد و اولین گام را در جهت اتحاد کشور برداشت و از آن به عنوان پایگاه خود استفاده کرد.
برای این منظور، اودا نوبوناگا معتقد بود که بازسازی و توسعه اقتصادی شهر قلعه ضروری است و نصب فرمان در کوساتسو (تابلوی اعلانات برای اطلاع عموم مردم) را صادر کرد. این شامل معافیت‌هایی از مالیات‌هایی بود که قبلاً باید در بازار پرداخت شود و توانایی هر کسی برای انجام تجارت. این اولین فرمان راکو ایچی راکوزا بود که توسط اودا نوبوناگا صادر شد.

### حذف نقاط بازرسی
در سال بعد، ۱۵۶۸ (سال یازدهم ایروکو)، پست‌های بازرسی که مانع از حرکت مردم و کالاها می‌شد، لغو شد. ما ترافیک را در همه جای قلمرو خود آزاد خواهیم کرد.
نفوذ اودا نوبوناگا از آواری و مینو تا ایسه (استان میه جنوبی امروزی)، میکاوا (استان آیچی شرقی امروزی)، کینای (تمام مناطق کانسای در مرکز کیوتو) و اچیزن (استان آیچی شرقی امروزی) بود. با گسترش این منطقه به بخش شمالی امروزی استان فوکویی، تعداد پست‌های بازرسی که لغو شدند افزایش یافت.
علاوه بر این، تعریض جاده‌ها و آنچه اکنون توسعه زیرساخت می‌نامیم نیز انجام خواهد شد. این سیاست‌ها نه تنها برای بازرگانان بلکه برای خود اودا نوبوناگا نیز مزایای زیادی داشت. در جریان نبردها، جابه‌جایی مقادیر زیادی آذوقه مانند اسلحه، اسب و آذوقه ضروری بود و برای این منظور همکاری بازرگانان و راه‌های سالم ضروری بود.

### سیاست‌های منحصر به فرد
پس از آن اودا نوبوناگا چندین بار فرمان راکوایچی صادر کرد. مشهورترین حکم راکوایچی که توسط نوبوناگا اودا صادر شد، فرمانی است که در سال ۱۵۷۷ (تنشو ۵) به شهر قلعه آزوچی (شهر اومیهاچیمان، شیگا، استان شیگا) صادر شد، که یک قانون ۱۳ ماده ای است.
شهر آزوچی به عنوان یک راکوایچی (بازار منصفانه) در نظر گرفته می‌شود و هیچ مالیاتی از هیئت تجاری در فوشینیاکو (普請役 کارگران مهندسی عمران) و تنما-یاکو (伝馬役 حمل و نقل در شهرهای قلعه و ایستگاه‌های پست) دریافت نمی‌شد. او علاوه بر چشم پوشی از قید و بند در اختیار گذاشتن افراد و اسب‌ها برای استفاده، سیاست‌های اقتصادی کاملی را طراحی کرد که هیچ دایمیو قبلی نتوانسته بود به آن دست یابد، مانند عدم تمایز بین کسانی که از خارج آمده بودند و کسانی که برای زمان مدت طولانی در آنجا زندگی می‌کردند.
راکوایچی راکوزا هیجان زیادی را به شهر آزوچی آورد و اودا نوبوناگا از حمایت گسترده بازرگانان برخوردار شد. راکوایچی راکوزا، که به عنوان سیاست نوآورانه اودا نوبوناگا، شخصیت کاریزماتیک آن دوران شناخته می‌شود، سیستم قدیمی را در هم شکست، زا و پست‌های بازرسی را که نمادی از منافع شخصی بودند، لغو کرد و جان تازه‌ای به بازار انحصاری و بسته دمید. همچنین آغاز گذار از قرون وسطی به اوایل دوران مدرن بود.